# Катастрофа Ан-12 у Львові
Катастрофа Ан-12 у Львові — авіаційна катастрофа, що сталася 4 жовтня 2019 року біля аеропорту Львова. Транспортний літак Ан-12БК авіакомпанії Air Ukraine Alliance, що виконував рейс UKL4050 Віго — Львів — Стамбул, здійснив вимушену посадку в лісі за 1300 метрів від торця ЗПС. Внаслідок зіткнення з деревами повітряне судно отримало значні пошкодження. З восьми осіб, що перебували на борту, загинули п'ятеро, а троє вижили, але зазнали важких травм.

## Літак
Ан-12БК з реєстраційним номером UR-CAH (заводський 8345604) випущено 15 травня 1968 року на ТАПО імені Чкалова в Ташкенті. До розпаду СРСР перебував в експлуатації у ВПС СРСР (1968—1985 — в/ч 21822 в Мелітополі, від 1985 — в/ч 61776 у Жданові, на початку 1990-х — в/ч 45076 у Вінниці). 1993 року отримав цивільну реєстрацію UR-11314, літав в «Авіалініях України», «Львівських авіалініях», авіакомпаніях Aeronord і Jupiter. 2006 року перереєстровано під молдавським бортовим номером ER-AXX, літав в «Аеронорді», 2007 року отримав реєстрацію UR-CAH, літав в авіакомпаніях «Меридіан» і Air Ukraine Alliance. На день катастрофи здійснив 6616 циклів «зліт-посадка» і налітав 12 922 години. Останнє планове технічне обслуговування виконано в липні 2019 року.
2011 року цей Ан-12 використовувався під час знімання фільму «Всесвітня Війна Z», для чого був тимчасово перефарбований у ліврею авіації Військово-морських сил США).

## Екіпаж
На борту літака перебувало 8 осіб. Склад екіпажу був таким:
- Командир повітряного судна — 46-річний Віталій Степаненко. Закінчив Харківське вище військове авіаційне училище льотчиків, у 1990-х і 2000-х служив у Вінниці в бригаді транспортної авіації. Налітав 6750 годин, 6570 з них на Ан-12[1][8].
- Другий пілот — 64-річний Ігор Маєвський. Закінчив Актюбинське вище льотне училище цивільної авіації. Налітав 14 670 годин, 9620 з них на Ан-12[9].
- Штурман — 52-річний Юрій Кузьменко. Закінчив Кіровоградське вище льотне училище цивільної авіації. Налітав 13 385 годин, 6280 з них на Ан-12.
- Бортовий технік — 52-річний Ігор Анатолійович Завадюк. Закінчив Ризьке вище військове авіаційне інженерне училище. У 1990-х і 2000-х служив у Вінниці в бригаді транспортної авіації. Налітав 11 950 годин, всі на Ан-12.
- Бортовий технік — Андрій Корякін.
- Бортрадист — 55-річний Володимир Кириленко. Випускник Навчально-тренувального центру цивільної авіації України. Налітав 9350 годин, 2150 з них на Ан-12.
- Інженер — Олег Шахов.
- Інженер — Андрій Амелькін.

Другий бортовий технік — Андрій Корякін — після перенавчання з Як-40 на Ан-12 перевірявся в попередніх польотах бортінженером-інструктором Завадюком і повинен був вийти у Львові. Супровідники вантажу в цьому рейсі були відсутні.

## Катастрофа
За офіційним повідомленням Львівського аеропорту у Facebook, вантажний літак виконував рейс UKL4050 з Віго (Іспанія) в Стамбул з проміжною технічною посадкою у Львові для дозаправлення. Рейс 4050 вилетів з аеропорту Віго 3 жовтня близько 22:30 UTC (збігається з місцевим часом). У вантажній кабіні містились поперечні підсилювачі дверей і дахів для автомобілів Renault загальною масою 13 тонн.
Приблизно о 03:20 UTC (06:20 EET) 4 жовтня літак увійшов у повітряний простір України і розпочав знижуватися для заходу на посадку в аеропорту Львова. Захід проходив у штатному режимі. Органи УВС Львова дозволили екіпажу посадку. Зв'язок з літаком з нез'ясованих причин зник о 06:48 місцевого часу, а о 07:10 годин ранку за місцевим часом (04:10 UTC), перебуваючи на посадковій прямій при підході до аеропорту, літак зник з радарів.
Як незабаром стало відомо, літак здійснив вимушену посадку на вкритій невеликими деревами місцевості на території села Сокільники, не долетівши 1300 метрів до торця ЗПС № 31. Внаслідок зіткнення з деревами на висоті 7—5 метрів і удару об ґрунт літак отримав значні пошкодження. Кабіну льотного екіпажу повністю зруйновано. Троє людей інженерного складу, які перебували в кабіні супроводу, зазнали травм різних ступенів тяжкості. Один з членів екіпажу, що вижив, о 07:29 вийшов на зв'язок з екстреною службою і повідомив про аварійну посадку.
На момент посадки метеоумови відповідали мінімуму командира корабля. Нижній край хмар був 60 метрів, видимість на смузі в точці приземлення та в середині ЗПС — 800 метрів, у кінці ЗПС — 750 метрів. Метеоумови видано екіпажу безпосередньо за запитом на дозвіл посадки. Згідно зі зведенням METAR від 03:30 UTC (06:30 EET), погодні умови в аеропорту були складними через сильний туман, вертикальна видимість становила 60 м (200 футів).

### Рятувальна операція
Місце катастрофи виявлено о 07:46. Першими туди прибули аварійно-рятувальні служби аеропорту Львів, потім — рятувальники ДСНС України Львівської області. Трьох постраждалих одразу передали медикам, двох довелося витягувати з-під уламків (операція завершилася о 10 год ранку). Однак двоє з людей, що вижили у момент катастрофи, померли від травм. Для допомоги в ліквідації наслідків катастрофи на місце також прибули 50 бійців Національної гвардії України.
Через залучення аеродромних аварійно-рятувальних служб до ліквідації наслідків катастрофи, в аеропорту тимчасово припинили злітно-посадкові операції. Роботу аеропорту відновили після 10 ранку.

### Загиблі
Внаслідок катастрофи загинули п'ять осіб: КПС, другий пілот, штурман, бортовий технік (Завадюк) і бортрадист. Бортовий технік (Корякін) і обидва інженери вижили, але зазнали важких травм.

## Розслідування
Поліція Львівської області порушила кримінальну справу за частиною 3 статті 276 КК України (порушення правил безпеки руху або експлуатації залізничного, водного або повітряного транспорту).
За словами міністра інфраструктури України Владислава Криклія, як основну причину спочатку розглядали закінчення палива; його заступник Юрій Лавренюк уточнив, що розглядаються й інші версії, такі, як помилки екіпажу і погані погодні умови. Версію про нестачу палива спростував заступник голови правління з безпеки польотів компанії «Україна-Аероальянс» Борис Бондаренко. Через кілька днів від версій про нестачу палива і перевантаження остаточно відмовилися, за словами заступника начальника слідчого управління ГУ НП у Львівській області Андрія Кумечко, основні чотири версії, опрацьовувані слідством — помилки екіпажу або КДП, погані метеоумови і несправність повітряного судна.
Через катастрофу дію сертифіката експлуатанта авіакомпанії Air Ukraine Alliance припинили. Бортові самописці Ан-12 вилучено 5 жовтня.
20 грудня 2019 року українське Національне бюро з розслідування авіаційних подій та інцидентів з цивільними повітряними суднами опублікувало попередній звіт про катастрофу. За даними бортових самописців, під час польоту на передпосадковій прямій, від 6 км до порога ЗПС літак знижувався значно нижче від глісади, зокрема, на відстані 1,8 морських милі (3,3 км) від точки приземлення, він знизився до висоти 100 метрів і продовжував політ майже вдвічі нижче від глісади. На висоті 60 метрів спрацювала звукова сигналізація про досягнення висоти прийняття рішення, на яку ніхто з членів екіпажу не відреагував. На відстані 1359 м від порога ЗПС, на висоті 5-7 метрів літак зіткнувся з деревами і впав на землю. При цьому до виходу на посадкову пряму політ проходив у штатному режимі, всі системи аеропорту також діяли нормально.